# Suzuki Twin
Suzuki Twin – dwumiejscowy samochód osobowy typu kei-car produkowany przez japońską firmę Suzuki w latach 2003–2005. Dostępny jako 2-drzwiowe coupé. Do napędu użyto benzynowego silnika R3 o pojemności 0,7 litra. Moc przenoszona była na oś przednią poprzez 5-biegową manualną bądź 4-biegową automatyczną skrzynię biegów.

## Dane techniczne

### Silnik
- R3 0,7 l (658 cm³), 4 zawory na cylinder, DOHC
- Układ zasilania: wtrysk
- Średnica cylindra × skok tłoka: 68,00 mm × 60,40 mm
- Stopień sprężania: 10,5:1
- Moc maksymalna: 44 KM (32 kW) przy 5500 obr./min
- Maksymalny moment obrotowy: 57 N•m przy 3500 obr./min

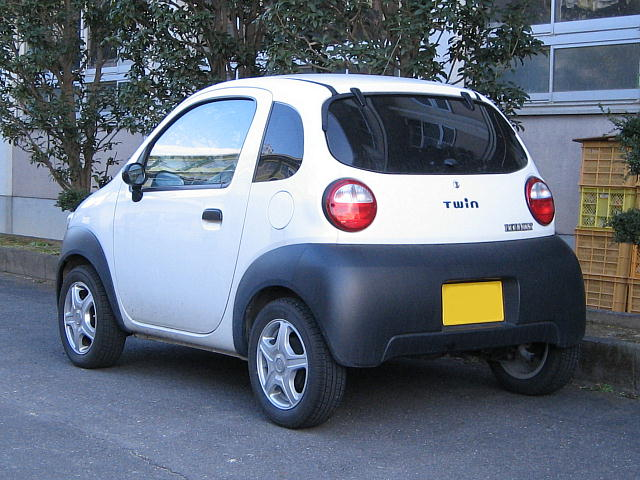
Tył nadwozia

- Prędkość maksymalna: 120 km/h